# Madian, Anhui
Madian (kinesiska: 马店) är en köping i östra Kina. Den ligger i Huoqiu härad i staden Lu'an i provinsen Anhui, omkring 130 kilometer väster om provinshuvudstaden Hefei. Antalet invånare är 35713. Befolkningen består av 16 700 kvinnor och 19 013 män. Barn under 15 år utgör 19,0 %, vuxna 15-64 år 71 %, och äldre över 65 år 8,0 %.